# Cambará do Sul
Cambará do Sul egy község (município) Brazíliában, Rio Grande do Sul állam északkeleti határán, a Gaúcho-hegység (Serra Gaúcha) Campos de Cima da Serra vidékén. 2021-ben becsült népessége 6383 fő volt.

## Nevének eredete
A cambará az őslakosok nyelvén „durva kérgű levelet” jelent, és a Moquiniastrum polymorphum növényfajtát, a régió egyik jellegzetes fáját nevezik így.

## Története
A térség őslakói déli jê népek (kaingangok és xoklengek) voltak, az ideiglenes nomád települések nyomai máig láthatóak a Morro dos Bugres, Morro do Crespo, Furna da Araucária, Furna do Garrafa területein. A 18. század első évtizedeiben a spanyol jezsuiták szarvasmarhát kezdtek tenyészteni a fennsíkon, és megkezdték a Baquería de los Pinalest São Paulo és Curitiba vidékével összekötő kereskedelmi utak kiépítését. Ekkor kezdtek letelepedni a környéken a délről, délkeletről érkező hajcsárok, és így alakultak ki az első birtokok. 1732 után a területet Joaquim José do Canto e Mello hadnagy kapta meg királyi földadományként, és itt létesültek a Máximo, Santana, São Gonçalo, Lobo sesmariák.
Cambará do Sul településének, a mai községközpontnak születése 1864. április 17-ére tehető, amikor Úrsula Maria da Conceição húsz hektár földet adományozott az egyháznak. A kialakuló település neve kezdetben São José do Campo Bom volt, mivel Úrsula kérésére a felépülő templomot Szent Józsefnek szentelték, és Santo Antônio da Patrulha, majd később az abból kiváló São Francisco de Paula része (de nem kerülete) volt. Az 1930-as években São José do Campo Bom települést kisvárossá (vila) nyilvánították, neve pedig Cambarára változott. 1950-ben São Francisco de Paula kerülete lett. 1963-ban függetlenedett, és 1965-ben önálló községgé alakult Cambará do Sul néven.

## Leírása
Székhelye Cambará do Sul, további kerületei Bom Retiro és Osvaldo Kroeff. Gazdasága elsősorban a szolgáltatásokra és kereskedelemre összpontosul, de jelen van a mezőgazdaság (burgonya, szarvasmarha) és az ipar is. A lakosok mintegy fele lakik városon.
Hegyvidéki község (a magasságok elérik a 980 métert), a „kanyonok földjének” (Terra dos Cânions) is nevezik. Területén találhatóak az Aparados da Serra Nemzeti Park részeit képező Fortaleza kanyon és Itaimbezinho szurdok; az utóbbi egy 400 méter mély, 4 kilométer hosszú szakadék folyókkal és több vízeséssel, amelyek közül a legmagasabb 200 méteres. Ezen felül a község területén van a Tainhas állami park (Parque Estadual do Tainhas), egy része is, a Tainhas folyó völgyében található délfenyő-erdőket, mezőket és mocsarakat védve. A brazil viszonyokhoz képest időjárása zord; 1979 júniusában -8.8 ºC-t mértek.